# TJ Ostroj Opava
TJ Ostroj Opava (celým názvem Tělovýchovná jednota Ostroj Opava) je sportovní klub z Opavy v Moravskoslezském kraji.

## Historie
TJ Ostroj Opava vznikl jako ZSJ Ostroj Opava (Závodní sokolská jednota Ostroj Opava) zřízená při podniku Ostroj v roce 1949. Od roku 1953 byl klub začleněn pod Dobrovolnou sportovní organizaci Baník jako TJ Baník Opava. Od roku 1958 přijal klub nový název TJ Ostroj Opava.
V roce 1975 měla tělovýchovná jednota 1271 členů, z toho 440 mužů, 243 žen, 155 dorostenců, 59 dorostenek, 196 žáků a 178 žákyň. V roce 1977 se počet členů zvýšil na 1409,  z toho 516 mužů, 309 žen, 142 dorostenců a dorostenek a 442 žáků a žákyň.

## Oddíly
Zdroje:
Cyklistika (1951–?)
Přípravy k založení cyklistického oddílu při ZSJ Ostroj Opava proběhly v červenci roku 1951.
V květnu 1975 pořádal cyklistický oddíl při TJ Ostroj Opava mezinárodní cyklistický závod "Cestou osvobození", jehož celková délka byla 178 km a vedla přes 45 různých okresů.
V roce 1975 vyhrál dorostenec Dalibor Žůrek závody v Polsku a dorostenka Marcela Balnarová, přezdívaná "dívčí talent na kole", obsadila 3. místo v ČSSR.
Oddíl měl družbu s cyklistickým oddílem polského KS Start Bielsko-Biala.
Fotbal (1950–1990)
Fotbal byl v ZSJ Ostroj Opava ustaven v roce 1950. Své první hřiště otevřel v roce 1952 na Těšínské ulici, které bylo v roce 1954 zrušeno. V roce 1956 bylo zřízeno nové hřiště za koupalištěm se střelnicí pro lukostřelbu. Dalším hřištěm, otevřeným v roce 1969, bylo škvárové hřiště v Městských sadech na bývalé pionýrské louce. Výstavby nového stadionu v Městských sadech se klub dočkal v roce 1973. 
V září roku 1978 byla navázána družební spolupráce s fotbalovým oddílem německého klubu BSG Wismut Pirna-Copitz. 
V letech 1971–1977 trénoval fotbalový oddíl v TJ Ostroj Opava legendární trenér Evžen Hadamczik. 
V roce 1990 vystoupil fotbalový oddíl z tělovýchovné jednoty a dále pokračoval samostatně jako FK Ostroj Opava.
Fotbal – ženy (1971–1975)
Ženská fotbalová jedenáctka byla ustavena v roce 1971, kdy bylo družstvo přihlášeno do Krajského přeboru, odkud následně postoupilo z prvního místa do II. ligy a další sezonu do I. českomoravské ligy. Z prvoligové sezony 1974/75 odehráli však pouze podzimní část, jelikož byl tým přes zimní období rozpuštěn. Důvodem rozpuštění oddílu byl nezájem financování ženského družstva. 
Futsal (198?–1992)
Koncem 80. let 20. století byl při TJ Ostroj ustaven oddíl sálové kopané, který se zúčastnil v průběhu let řadu turnajů v soutěži "Líný míč". Koncem roku 1992 vystoupil oddíl z TJ Ostroj a osamostatnil se jako SK Ferram Opava.
Kuželky
Kuželkářský oddíl TJ Ostroj Opava měl vlastní kuželnu s automatickými stavěči kuželek na Kolofíkově nábřeží. Oddíl mužů byl v roce 1975 účastníkem celostátní ligy. 
Oddíl pořádal vlastní závody "Slezský pohár", "Pohár 7. listopadu", "Memoriál Karla Hradila" aj.
Mezi nejznámější členy oddílu patří Jindřich Vaněk.
Lukostřelba (1949–?)
V roce 1953 se k oddílu připojil lukostřelecký oddíl ZSJ Minerva Opava. 
Oddíl se zúčastnil jak mistrovství v halové střelbě, tak i v "lovecká – polní".
V roce 1976 pověřil ÚV ČSTV tělovýchovnou jednotu uspořádat mistrovství ČSSR v terčové lukostřelbě a tříčlenných družstev.
V roce 1978 se oddíl probojoval do celostátní ligy smíšených družstev.
Lyžování
Lyžařský oddíl při TJ Ostroj Opava vlastnil lyžařský svah s umělým osvětlením, lyžařský vlek, umělý slalomový svah a chatu Kazmarku v Karlově (slavnostně otevřená 19. ledna 1976) v oblasti Jeseníků. 
Oddíl měl družbu s lyžařským oddílem polského BBKS Wlokniarzs Bielsko-Biala. 
Odbíjená
V roce 1977 postoupil volejbalový oddíl do krajského přeboru I. třídy. 
Orientační běh
Rok 1975 byl pro oddíl orientačního běhu úspěšný: družstvo dospělých zvítězilo v roce 1975 v I. národní lize ČSR, družstvo žáků zvítězilo v krajském přeboru, dorostenecká štafeta ve složení R. Pavelek, Studník a L. Pavelek získala bronzové medaile v denním i lyžařském orientačním běhu, Jiří Sýkora obsadil 3. místo na mistrovství ČSSR jednotlivců. 
V roce 1977 přidal Luděk Pavelek další úspěchy v lyžařském orientačním běhu. Postupně se stal přeborníkem kraje, ČSR a juniorským mistrem ČSSR.
Jako středisko letního a zimního orientačního běhu sloužila chata Orientka ve Staré Vsi u Rýmařova.
Sportovní gymnastika (19??–199?)
Koncem 90. let 20. století se oddíl stal součástí TJ Sokol Opava.
Šachy (195?–1969)
V roce 1969 byl zrušen šachový oddíl při TJ Ostroj Opava.
Turistika
ZRTV